# Perdigão (football)
Pour les articles homonymes, voir Perdigão (homonymie).
 Cleilton Eduardo Vicente ou simplement Perdigão, né le 28 juin 1977 à Curitiba, est un footballeur brésilien. Il évolue au poste de milieu de terrain.

## Biographie
Il participe avec l'équipe du Brésil des moins de 20 ans à la Coupe du monde des moins de 20 ans 1997 organisée en Malaisie. Lors du mondial junior, il joue deux matchs : contre la France, et la Corée du Sud.
Perdigão joue 12 matchs en Copa Libertadores, inscrivant un but.